# Indigofera milne-redheadii
Indigofera milne-redheadii är en ärtväxtart som beskrevs av Jan Bevington Gillett. Indigofera milne-redheadii ingår i släktet indigosläktet, och familjen ärtväxter. Inga underarter finns listade i Catalogue of Life.